# Gällinge
Gällinge är en småort i Kungsbacka kommun i Hallands län och kyrkbyn i Gällinge socken. 
Gällinge kyrka ligger här.